# توظيف مخصص
التوظيف المخصص هو وسيلة لتخصيص علاقة العمل بين المرشح وصاحب العمل من أجل تلبية احتياجات كليهما. وهذا ينطبق بشكل خاص على الموظفين ذوي الإعاقة. يتم التعرف على مهارات الموظف الفردية واهتماماته واحتياجاته في عملية "الاكتشاف"، ويتم تصميم محتوى الوظيفة والبيئة المناسبة لها في عملية التفاوض.

## المشاركة في المجتمع
تهدف فرص العمل المخصصة إلى توفير فرصة متساوية للجميع للمشاركة في الحياة المجتمعية. يتطلب إدماج الأفراد ذوي الإعاقة في المجتمع الدعم والدعوة من الشركات المحلية لمفاهيم مثل التوظيف المخصص. تقول مولينا، ليزلي، وماريان ديمتشاك من مجلة التعليم الخاص الريفي: "إذا أردنا للأشخاص ذوي الإعاقة الذهنية أن يصبحوا قادرين على تقرير مصيرهم بأنفسهم، فيجب أن يُسمح لهم بالتعبير عن خياراتهم طوال حياتهم، بما في ذلك التوظيف. تميل توقعات التوظيف التنافسي إلى الانخفاض بالنسبة لهذه الفئة من السكان، إذا ما تم أخذها في الاعتبار على الإطلاق". ومن خلال مفهوم التوظيف المخصص، تستطيع الشركات أن تقبل عالميًا الممارسة التي تعترف بقوة العلاقات المجتمعية مع الأشخاص ذوي الإعاقة الذين تم استبعادهم من معادلة المجتمع.

## الوصف
تقول كاثرين إنجي من مركز أبحاث وتدريب إعادة التأهيل بجامعة فيرجينيا كومنولث "إن مصطلح التوظيف المخصص يُنسب إلى خطاب ألقته وزيرة العمل، إيلين تشاو، عند تأكيد مجلس الشيوخ الأمريكي على تعيينها في عام 2001. وفي ذلك الخطاب، أشارت السيدة تشاو إلى التخصيص باعتباره اتجاهًا في سوق العمل. وفي غضون 6 أشهر من خطابها، طرح مكتب سياسة توظيف ذوي الإعاقة، وهو مكتب جديد داخل وزارة العمل الأمريكية، في السجل الفيدرالي مبادرة رئيسية من وزارة العمل الأمريكية. وأطلقوا على تلك المبادرة اسم "التوظيف المخصص". تعريف التوظيف المخصص الذي نُشر في السجل الفيدرالي هو كما يلي: يجد الأشخاص ذوو الإعاقة أن التوظيف المخصص هو طريقة ناجحة للحصول على عمل هادف بأجور حقيقية. يقول تود سيترون وآخرون "غالبًا ما يبدأ الشخص ذو الإعاقة الذي يحتاج إلى دعم بتصنيف سلبي ويواجه خطر الرفض والفصل والعزلة وفرص محدودة للبالغين. في حين أن مفهوم الحرية في ثقافتنا مرتبط ارتباطًا وثيقًا بالقوة الشخصية والسيطرة والتأثير، فقد حُرم العديد من الأفراد ذوي الإعاقة تاريخيًا من الوصول إلى فرص الاختيار واتخاذ القرار اللازمة لتجربة النجاح فيما يرغبون في القيام به في حياتهم". يستخدم التوظيف المخصص عملية اكتشاف لكشف نقاط القوة والضعف والاهتمامات ومساهمات المهام وظروف العمل لدى الفرد لإنشاء عمل مفيد وملاءمة مخصصة. بدلاً من النظر إلى فرص العمل التي يحركها السوق، تعمل ممارسات التوظيف المخصصة على خلق فرص عمل تلبي احتياجات المتقدمين من ذوي الإعاقة واحتياجات صاحب العمل.

### الاكتشاف
يعد الاكتشاف عنصرا أساسيا في التوظيف المخصص. وهي عملية تحديد مهارات الفرد واهتماماته من خلال المقابلات والملاحظات والمحادثات. تقول كارين إل. هيث وآخرون، من مركز التنمية البشرية: "إن عملية الاكتشاف مفتوحة ورسمية؛ وهي محدودة زمنيًا؛ ولا تهتم بالتنبؤ بالمستقبل. بل إنها تركز على التوظيف الذي يتناسب مع هوية الفرد الحالية: ومن بين الخيارات المحتملة التوظيف الحر. وبينما يكتسب العمل الحر مصداقية كخيار توظيف قابل للتطبيق للأفراد ذوي الإعاقة، إلا أنه ليس مناسبًا للجميع". على الرغم من أن العمل الحر للأفراد ذوي الإعاقة أقل شيوعًا، إلا أنه يسمح للأفراد بتلقي المساعدة في إنشاء شركات صغيرة مملوكة بشكل مستقل والتي عادة ما يكون عدد موظفيها أقل من خمسة موظفين. ومع ذلك، كان هناك بعض الجدل فيما يتعلق بالتعليم المستمر وعلاقته بالتوظيف المدعوم. تقول كاثرين جيه. إنجي من جامعة فرجينيا: "لا يشمل التوظيف المُخصّص التوظيف الجماعي أو الوظائف ذات الأجور الأقل من الحد الأدنى التي استمرت للأسف في ظل خدمات التوظيف المدعومة. ومع ذلك، نظرًا لعدم وجود لوائح رسمية بشأن تطبيق التوظيف المُخصّص، تواجه الاستراتيجية نفس المشاكل التي حدّت من تطبيقه. ستُشكّل ساعات العمل والأجور المكتسبة تحدياتٍ في ظلّ تفاوض مُقدّمي الخدمات مع أصحاب العمل لتخصيص وظائف للأفراد ذوي الإعاقات الشديدة". هناك حديث بين بعض المؤلفين أن الأفراد ذوي الإعاقة يتم وضعهم في وظائف يحددها سوق العمل المحلي بدلاً من الوظائف التي يتم التفاوض عليها بناءً على تفضيلات الفرد واختياراته.

## الفوائد
يمكن للأفراد، وكذلك الشركات، الاستفادة من التوظيف المخصص. يوفر مفهوم التوظيف المخصص للشركة موظفين موثوقين ويمكن الاعتماد عليهم، ويقلل من عملية التوظيف والتعيين، ويطابق الباحثين عن عمل مع احتياجات التوظيف المحددة، ويزيد من الاحتفاظ بالموظفين، ويساعد الشركة على جذب قاعدة عملاء أوسع، وتعزيز التنوع، وزيادة المزايا الضريبية. يقول باولو دوس سانتوس رودريغيز وآخرون من الأكاديمية البرازيلية للعلوم: "تشير إحدى الدراسات الأمريكية إلى أن أصحاب العمل يُعربون عن مستوى عالٍ من الرضا عند "تخصيص" مهام العمل لمرشحين فرديين محددين. وقد حدد أصحاب العمل الذين وظفوا أفرادًا من ذوي الإعاقات الشديدة من خلال عملية توظيف مخصصة، عند إجراء مقابلات معهم حول تجربتهم، نتائج إيجابية مميزة مثل زيادة إيرادات المبيعات، وتحسين العمليات، وزيادة رضا العملاء". تعمل عملية التوظيف المخصصة بطريقة تبدأ بالشخص وتشرك أصحاب العمل من خلال التفاوض القائم على الكشف عن الفوائد التي ستعود على الطرفين من توظيف فرد معين. يقول كاري جريفين وآخرون من شركة جريفين-هاميس أسوشيتس: "تضم معظم محلات السوبر ماركت قسم جزارة نقابي، وقسمًا للمنتجات الزراعية، وقسمًا لتكنولوجيا المعلومات، وأقسامًا إدارية، وقسمًا للكتبة والشحن والاستلام. جميع هذه العمليات توظف عمالًا، لذا ينبغي أن يكون تعبئة البقالة في أكياس خيارًا واحدًا فقط من بين مئات الخيارات التي يمكن استكشافها من خلال التعليم الإبداعي، وتخطيط الوظائف، ومفاوضات التوظيف القائمة على الاهتمامات". يتخذ التعليم المستمر شكل تقسيم العمل، وتقاسم العمل، وإعادة تعيين المهام، وهو ما سيتم مناقشته أدناه.
تقول تامي جورجنسن سميث وآخرون من قسم إعادة التأهيل والاستشارات الصحية العقلية بجامعة جنوب فلوريدا : "من الأمثلة على الأشخاص الذين قد يستفيدون من الاكتشاف الشخص المصاب بالتوحد. اضطراب طيف التوحد (ASD) هو مجموعة من اضطرابات النمو العصبي المعقدة، تتميز بضعف اجتماعي، وصعوبات في التواصل، وأنماط سلوكية مقيدة ومتكررة ونمطية (NINDS، 2014). قد يكون الأشخاص المصابون بالتوحد مقاومين للتغيير وقد لا يشعرون بالراحة في المكاتب أو غيرها من البيئات غير المألوفة. قد تزيد الحساسية للمحفزات من هذا الانزعاج. بالإضافة إلى ذلك، يعاني العديد من المصابين بالتوحد من مشاكل في التواصل، وبعضهم يعاني من ضعف في الكلام أو انعدامه. قد تساهم هذه الخصائص في صعوبات في استراتيجيات التوظيف التقليدية، ولكنها لا تشير إلى أن الشخص لا يمتلك مواهب يمكن ترجمتها إلى بيئة عمل. الاكتشاف قادر على اكتشاف هذه المواهب". في أستراليا، قام مركز أبحاث وممارسات توظيف الأشخاص ذوي الإعاقة (CDERP) بتطوير برنامج اكتشاف ليعكس عنصر بناء القدرات بما يتوافق مع أهداف مخطط التأمين الوطني للأشخاص ذوي الإعاقة (NDIS). وقد تطور هذا من خلال الممارسة مع خدمة التوظيف العمل أولا التابعة لمركز أبحاث وممارسات توظيف الأشخاص ذوي الإعاقة والتي تدعم الأدلة القائمة على الممارسة والتدريب الفني لموظفي مقدمي الخدمة. قام الدكتور بيتر سميث من مركز أبحاث وممارسات توظيف الأشخاص ذوي الإعاقة بتطوير إطار عمل مخصص لضمان جودة التوظيف (CEQAF) لمعالجة قضية الإخلاص التنظيمي وتزويد مقدمي الخدمات والممولين والمشاركين بمقياس يدعم تقديم الخدمات عالية الجودة بدعم من أنظمة مقدمي الخدمة القوية. في إطار الجودة هذا، يتم توفير التدريب المنهجي المعتمد من أكر في التوظيف المخصص لموظفي التوظيف، وأداة تدقيق مقدمي خدمات إطار ضمان جودة التوظيف المخصص ودليل التنفيذ، ومقياس تجربة الاكتشاف والتأمل (DERS) الذي يدعم ردود أفعال المشاركين والتصميم المشترك لتقديم الخدمة. 

## الأنواع
أحيانًا لا توجد وظائف مُخصصة في أوصاف وظيفية كاملة، بل تُنشأ من خلال مبادرات مثل استنباط الوظائف، أو خلق فرص عمل، أو تطوير مشروع تجاري داخل مشروع، أو ملكية الموارد، أو فرصة عمل حر. يحدث استنباط الوظائف عندما يُحلل الأفراد المهام المُؤداة في وظائف مُعينة ويُحددون مهامًا مُحددة ضمن تلك الوظائف الحالية التي يُمكن للأشخاص ذوي الإعاقة إنجازها. يُمكن تشكيل الوظائف المُخصصة للأفراد إما عن طريق تعديل وظيفة قائمة أو عن طريق دمج مهام من وظائف متعددة لإنشاء وظائف جديدة. وبغض النظر عن طريقة إتمام العملية، فإن استنباط الوظائف هو وسيلة للتركيز على قدرات الأفراد ومهاراتهم ومواهبهم التي يُقدمونها لأصحاب العمل المُحتملين.
على سبيل المثال: يبحث إريك عن عمل في مجالي الصحافة والإعلان. إنه كاتب قصص وبائع ماهر. يستخدم إصبعًا واحدًا للكتابة على لوحة مفاتيح الكمبيوتر، ويكتب 20 كلمة في الدقيقة. من المتوقع أن يكتب صحفيو إحدى الصحف المحلية ثلاث قصص أسبوعيًا، ولن يتمكن من إكمال سوى قصة واحدة أسبوعيًا. كما أن الصحيفة لديها أيضًا حاجة إلى مبيعات إعلانية. لا يجيد إريك التواصل بفعالية عبر الهاتف، لكنه يُظهر موهبةً في جذب المعلنين عبر البريد الإلكتروني. قررت الصحيفة المحلية توظيف إريك، مستغلةً مهاراته ككاتب قصص وبائع. ويتم ذلك من خلال تكليفه بمهام البحث والتطوير وتأليف قصة رئيسية واحدة أسبوعيًا، والنجاح في استقطاب المعلنين.
يُخلق فرص العمل عندما تتوافق احتياجات بعض أصحاب العمل مع مهارات الباحثين عن عمل. يمكن تطوير وظائف جديدة من خلال عملية البحث عن وظيفة جديدة أو من خلال ابتكار أوصاف وظيفية جديدة كليًا. في الحالة الأخيرة، يتم تسويق خبرات الأفراد الفريدة للشركات. على سبيل المثال: وجدت جين شركة صغيرة محلية تستخدم ملفات ورقية لتتبع المبيعات والمخزون. لم يكن لدى صاحب الشركة أي موظفين، وهو يُدير العمليات اليومية للمؤسسة بمفرده. ونظرًا لتزايد مبيعاتهم، أصبح تسجيل المعاملات والبضائع على الورق أمرًا بالغ الصعوبة. من خلال مناقشة قدراتها ومواهبها في مجال الحاسوب وإدارة الأعمال، روجت جين لنفسها لدى صاحب العمل. بدوره، قرر صاحب العمل إنشاء وظيفة لها. في هذا المنصب الجديد، أصبحت جين مسؤولة عن تطوير وتنفيذ وصيانة نظام محوسب مخصص لتسجيل المبيعات والمخزون.
تيم ريسن وآخرون من قسم التربية الخاصة وإعادة التأهيل، يقول تارجيت، ويونغ، وريفيل، وويليامز، وويمان (2007) إن الشباب في مرحلة الانتقال استخدموا مراكز التوظيف الشاملة لدعم التطوير المهني المخصص. وأوضح المؤلفون كيف استخدم الطلاب موارد هذه المراكز للحصول على وظائف. وشملت هذه الموارد مناهج أندية التوظيف، وبرامج الإرشاد، والتدريب الداخلي. بالإضافة إلى ذلك، وصفوا كيف تمكن الطلاب من الوصول إلى موظفي موارد التعليم المستمر الذين قدموا تمثيلًا فرديًا وتفاوضًا مع أصحاب العمل. أدرك الأفراد ذوو الإعاقة مبكرًا أن التوظيف المخصص هو توظيف حقيقي بأجر حقيقي. شجع التعليم المستمر الطلاب ذوي الإعاقة على العمل، وأدركوا أن التوظيف ضروري لنجاح انتقالهم إلى مرحلة البلوغ. ومع ذلك، يقول كريستوفر روجرز وآخرون من معهد التكامل المجتمعي بجامعة مينيسوتا: "إن ممارسات الانتقال الحالية من المدرسة إلى المهنة لا تؤدي إلى مستويات كافية من التوظيف التنافسي ونتائج التعليم ما بعد الثانوي للشباب والشباب البالغين ذوي الإعاقات الكبيرة، على الرغم من التفويضات التقدمية والتحسينات السياساتية في التعليم الثانوي وما بعد الثانوي الفيدرالي والولائي، وإعادة التأهيل المهني، وتنمية القوى العاملة. الخدمات". ومع ذلك، عند فحصها عن كثب، أظهرت الدراسات أن الشباب خارج المدرسة لديهم معدل توظيف مماثل عند مقارنتهم بمجموعة فرعية من الطلاب الذين ما زالوا يذهبون إلى المدرسة الثانوية. يقول بام تارجيت وآخرون "جيمس شاب لطيف يعاني من صعوبات التعلم وكان يحضر فصول التعليم الخاص والتعليم العام. خلال السنة الأولى له في الجامعة، تعرف جيمس على برنامج الشباب الصيفي المحلي التابع لمحطة واحدة وتم تشجيعه على المشاركة من قبل موظفي المدرسة. وفي وقت لاحق من ذلك العام، التحق ببرنامج العمل الصيفي. يوفر هذا البرنامج للشباب المؤهلين ثلاثة أسابيع من التدريب على العمل يتبعها 149 ساعة من الخبرة العملية المدفوعة الأجر. طوال السنوات المتبقية من دراسته الثانوية. حضر جيمس ورش عمل وتدريبات في محطة واحدة حول مواضيع مختلفة تتعلق بالعمل وقضايا المعيشة المستقلة. كما واصل مشاركته في برنامج الشباب الصيفي. وفي أحد فصول الصيف، نُصح بالمشاركة في دورات مهنية في المركز الفني المحلي لتطوير مهاراته العملية بشكل أكبر. عندما تخرج جيمس من المدرسة الثانوية بشهادة دبلوم عامة، كانت لديه خبرة عمل من برامج الشباب الصيفية، وشهادات لإكمال دورات في صناعة الخزائن. صيانة المباني والسلامة والصحة المهنية من المركز الفني. "الآن أصبح مستعدًا لمواصلة العمل بدوام كامل".

## التنفيذ
لقد ثبت أن التعليم المستمر يعد خيار توظيف موثوق للأشخاص ذوي الإعاقة؛ ومع ذلك، لتنفيذ حلول التوظيف المخصصة، يجب على مقدمي الخدمات توسيع القدرات التي قد لا يمتلكونها. تقول جينيفر هارفي وآخرون، من شركة ديلويت للاستشارات: "يتكون التعليم المستمر من أربعة مكونات عملية: الاكتشاف؛ وتخطيط البحث عن عمل؛ وتطوير الوظائف والتفاوض عليها؛ ودعم ما بعد التوظيف. عادةً، يقود أخصائي التوظيف الفرد وفريق دعم التعليم المستمر خلال المكون الأول، وهو الاكتشاف، لتحديد اهتمامات الفرد ومهاراته وتفضيلاته المتعلقة بالوظيفة المحتملة. تُستخدم هذه المعلومات لوضع خطة، وتحديد قائمة بأصحاب العمل المحتملين، وإجراء تحليل للمزايا خلال مرحلة تخطيط البحث عن عمل. بمجرد تحديد صاحب عمل محتمل، يتفاوض الفرد وصاحب العمل، في المكون الثالث، على: 1) وظيفة مُخصصة، 2) توفير الدعم، و3) شروط العمل التي تُلبي احتياجات الفرد وصاحب العمل. في حالة العمل الحر، يقوم الفرد والوكالة التي تُقدم خدمات التعليم المستمر ببناء بيئة عمل حر مُخصصة، مثل شركة صغيرة، والتفاوض على توفير الدعم اللازم لإنجاح العمل، وتصميم عمليات العمل لتلبية احتياجات الفرد". (هارفي، جينيفر وآخرون، فهم الكفاءات اللازمة لتخصيص الوظائف: نموذج كفاءات للتوظيف المُخصص. مجلة التأهيل المهني، المجلد 38، العدد 2: 77-89). ستوظف الشركات التي تُطبّق التوظيف المُخصص أفرادًا يتمتعون بمهارات تتجاوز المهارات التقليدية، ومن المرجح أن تُقدّم خدمة أفضل وفرصًا أوسع لعملائها. تقول ميشيل أويميت وليندا راملر من مجلة التأهيل المهني: "تشمل الفرص والابتكارات الناجحة "النوع المناسب" من المشاريع الاجتماعية، وريادة الأعمال من خلال العمل الحر، والمشاريع الصغيرة، وغيرها من نماذج ريادة الأعمال". يتعامل القادة على كافة المستويات مع التوظيف باعتباره أولوية لأنه يؤثر في المدى الطويل على المال وفرص العمل.

## قضايا الإفصاح
قد يكون الإفصاح عن الإعاقة مصدر قلق للأشخاص ذوي الإعاقة، وكذلك للمنظمات التي تساعدهم في البحث عن عمل. تقول كاثرين ج. إنج وبام تارجيت من جامعة فرجينيا كومنولث: "غالبًا ما يعتمد الحصول على تسهيلات في مكان العمل على إفصاح الشخص عن احتياجاته المتعلقة بالإعاقة. ينبغي على الأفراد ذوي الإعاقات الظاهرة أو الخفية، الذين يدركون أنهم سيحتاجون إلى تسهيلات متعلقة بالعمل، بما في ذلك وصف وظيفي فردي، التخطيط للإفصاح. في حال الحاجة إلى تسهيلات، يجب على الباحث عن عمل وأخصائي التوظيف الخاص به التخطيط لكيفية وتوقيت إبلاغ أصحاب العمل المحتملين بالإعاقة، والاستعداد لمناقشة احتياجات الدعم" (إنج كاثرين وبام تارجيت، مجلة إعادة التأهيل المهني 28، العدد 2: 129-132). يُعد الإفصاح مهمًا أيضًا لأن الشخص ذي الإعاقة قد يضطر إلى مغادرة العمل عدة مرات أسبوعيًا لحضور مواعيد طبية، وإذا لم يكن صاحب العمل على دراية بإعاقة الموظف، فقد يكون لديه موقف مختلف تجاه أدائه.

## وصلات خارجية
The following websites may provide more information on customized employment. 
- The University of Montana Rural Institute
- The National Center on Workforce and Disability/Adult
- The Office of Disability Employment Policy
- Centre for Disability Employment Research and Practice